# Falko Herold
Falko Herold (* 1972 in Mölln) ist ein deutscher Bühnen- und Kostümbildner sowie Videodesigner und Illustrator.

## Leben und Werk
Herold studierte von 1997 bis 2001 an der Wiener Akademie der Bildenden Künste Bühnenbild bei Erich Wonder. Seit 2001 arbeitet er als Ausstatter an verschiedenen Bühnen für Schauspiel- und Opernproduktionen. Von 2001 bis 2003 war er Lehrbeauftragter an der Klasse für Szenografie an der Wiener Akademie der Bildenden Künste.
Seit 2009 arbeitet Herold regelmäßig mit Regisseur David Bösch und Bühnenbildner Patrick Bannwart. In diesem Team entwarf er u. a. das Kostümbild für L’elisir d’amore an der Bayerischen Staatsoper München und für Simon Boccanegra für die Opéra National de Lyon. Seit 2011 ist Herold auch als Bühnenbildner für Bösch tätig, u. a. für die Koreanische Erstaufführung des Urfaust am Myeongdong Theater Seoul und für die französische Erstaufführung der Oper Die Gezeichneten von Franz Schreker, für die er auch die Kostüme und das Videodesign entwarf.
Eine weitere kontinuierliche Zusammenarbeit verbindet Herold mit dem Intendanten und Regisseur Hermann Schneider, mit dem er seit 2006 arbeitet, zunächst am Mainfranken Theater Würzburg und seit 2016 am Musiktheater Linz.
Seit 2016 ist Herold zudem Lehrbeauftragter am Institut für Maskenbild an der Bayerischen Theaterakademie August Everding bei Verena Eschenberg in München.

## Produktionen mit David Bösch
Schauspiel
- Deutsches Theater Berlin: Das Goldene Vließ (2009) (Kostüme)
- Myeongdong Theater Seoul: Urfaust (2010) (Bühne/Kostüme/Video)
- Schauspielhaus Bochum: Othello (2012) (Bühne/Video)
- Residenztheater München: Orest (2014) (Bühne/Video), Peer Gynt (2015) (Bühne/Video), Prinz Friedrich von Homburg (2016) (Bühne)
- Staatstheater Stuttgart: Breaking the Waves (2016) (Bühne/Video)
- Burgtheater Wien: Die Glasmenagerie (2018) (Kostüme/Video)
- Schauspiel Frankfurt: Emilia Galotti (2018) (Video), Räuber. Schuldenreich (2018) (Bühne/Video)

Oper

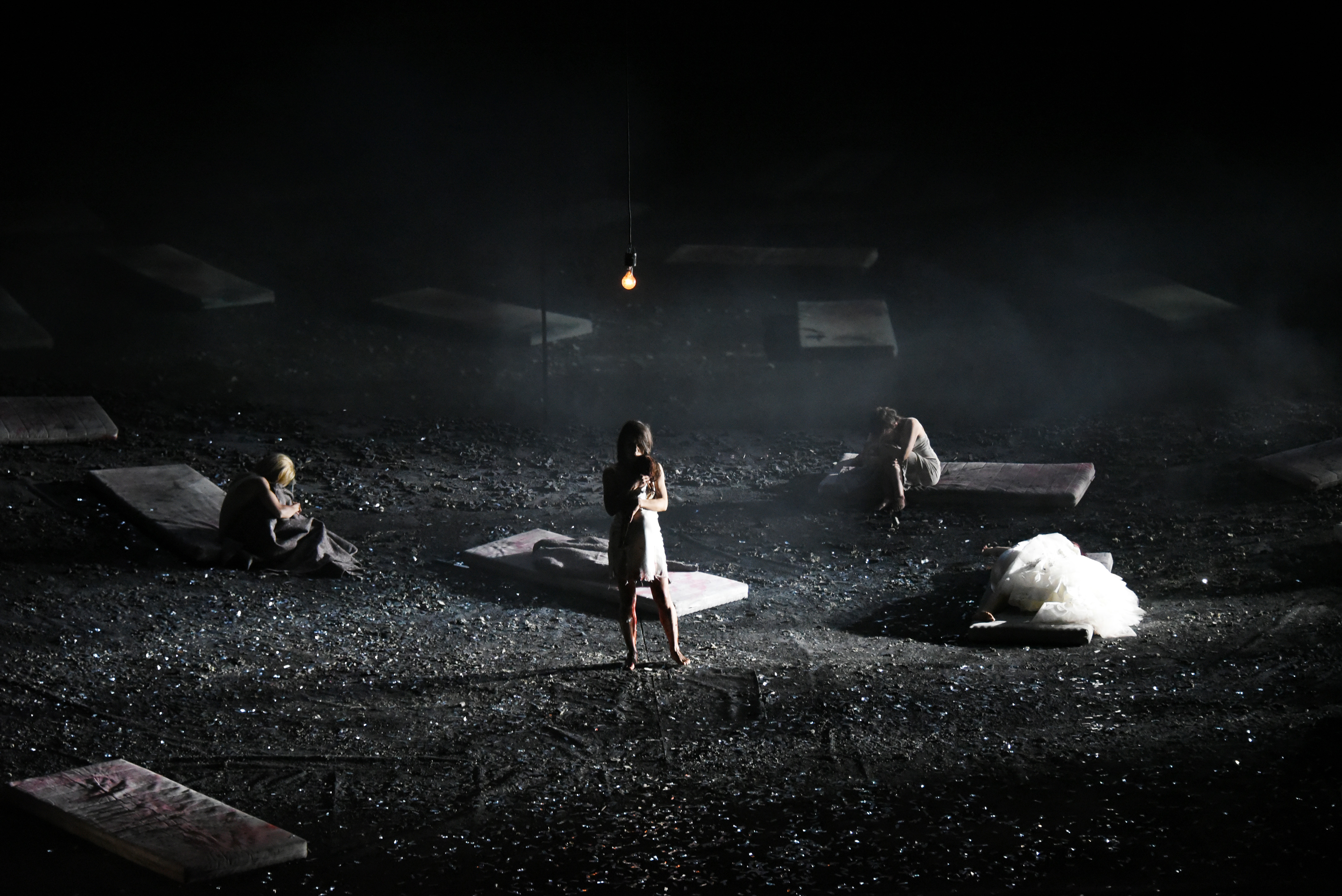
Die Gezeichneten, 2015

- Bayrische Staatsoper München: L’elisir d’amore (2010) (Kostüme), Mitridate, re di Ponto (2011) (Kostüme/Video), Das schlaue Füchslein (2012) (Kostüme), L’Orfeo (2014) (Kostüme/Video), Die Meistersinger von Nürnberg (2016) (Video), Die verkaufte Braut (2018) (Kostüme)
- Opéra National de Lyon: Simon Boccanegra (2014) (Kostüme/Video), Die Gezeichneten (2015) (Bühne/Kostüme/Video)
- Opera des Nations Genf: Alcina (2016) (Bühne/Video), Così fan tutte (2017) (Bühne), Don Giovanni (2018) (Bühne)
- Theater Basel / Vlaamse Opera, Antwerpen / Staatstheater Nürnberg: Idomeneo (2013) (Bühne zusammen mit Patrick Bannwart, Kostüme, Video)
- Semperoper Dresden: Die tote Stadt (2017) (Kostüme/Video)
- Staatsoper Unter den Linden Berlin: Die lustigen Weiber von Windsor (2019) (Kostüme)
- Hamburgische Staatsoper: Weiße Rose (2021) (Animation/Ausstattung gemeinsam mit Patrick Bannwart), Manon (2022) (Kostüme/Video)

## Produktionen mit Hermann Schneider
- Mainfranken Theater Würzburg: Faust (2006) (Bühne/Video), Tannhäuser (2008) (Bühne/Video), Tristan und Isolde (2009) (Bühne/Video), Die Farbe aus dem All (2014) (Bühne/Kostüme/Video)
- Musiktheater Linz: Solaris (2016) (Bühne/Kostüme/Video), Die Frau ohne Schatten (2017) (Bühne/Kostüme/Video), Winterreise (2019) (Bühne/Kostüme/Video), Unter dem Gletscher (Uraufführung der Oper von Michael Obst, 2022) (Bühne/Kostüme/Video)

## Weitere Produktionen
- Schauspielhaus Graz: Clavigo (2014), Regie Alexandra Liedtke (Bühne/Kostüme/Video)
- Bayrische Staatsoper München: About us (2015), Komposition und Regie Elliott Sharp (Kostüme/Video)
- Salzburger Landestheater: Hoffmanns Erzählungen (2017), Regie Alexandra Liedtke (Bühne/Video), La Gazzetta (2019), Regie Alexandra Liedtke (Bühne)
- Bayrische Staatsoper München: Orlando Paladino (2018), Regie Axel Ranisch (Bühne/Kostüme/Video)
- Schauspielhaus Düsseldorf: Hundeherz (2019), Regie Evgeny Titov (Bühne)